# Gugelstraße

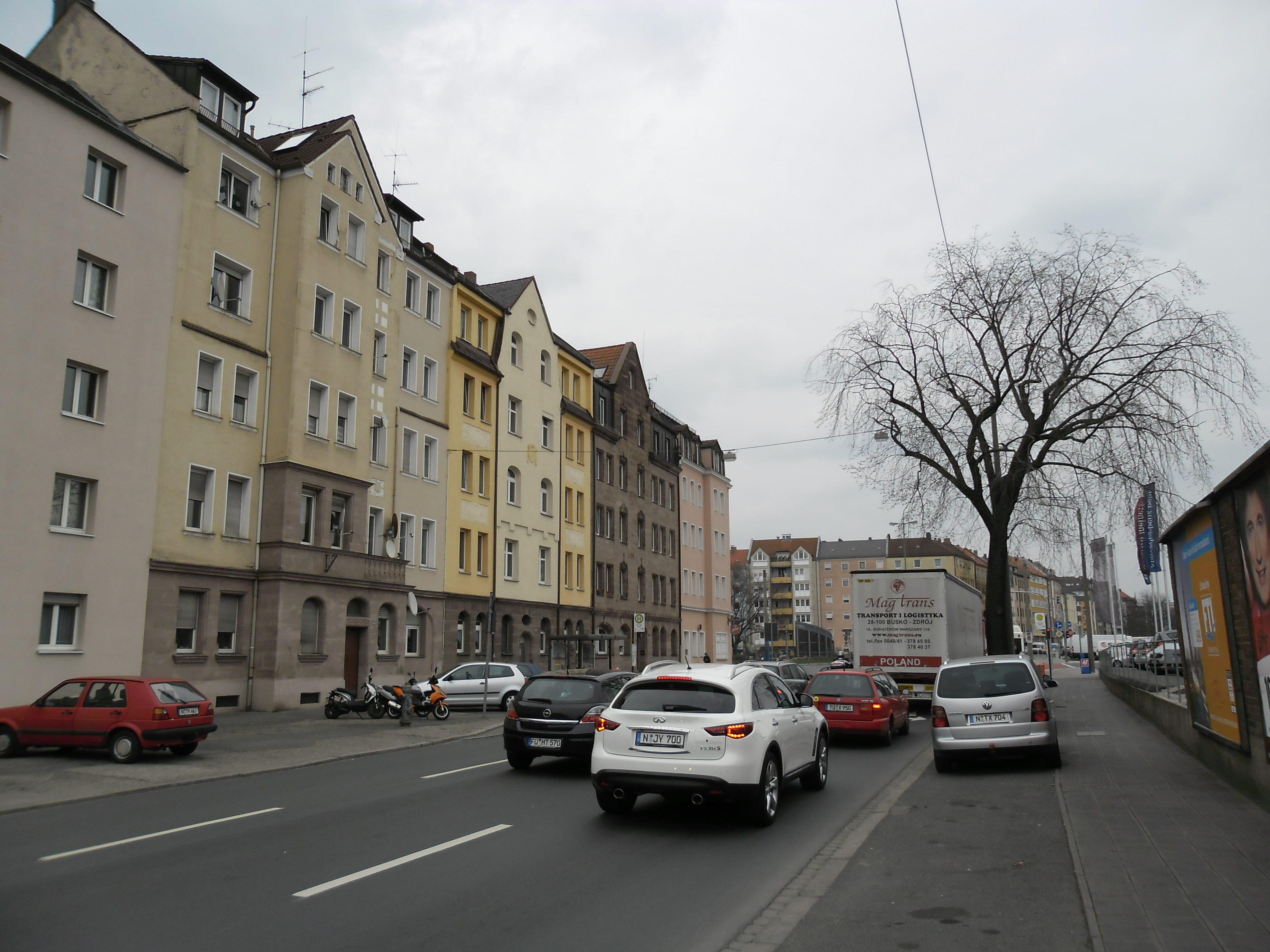
Ansicht der Frankenstraße

Gugelstraße ist der Name des statistischen Bezirks 15 im Weiteren Innenstadtgürtel Süd,  benannt nach einer Straße in Nürnberg. Der Name erinnert an die 1804 in der Reichsstadt Nürnberg ausgestorbene Patrizierfamilie Gugel von Brand und Diepoltsdorf.
Große Teile im Westen und Norden des Bezirks Gugelstraße werden heute als Industriegelände genutzt, bis auf ein Wohngebiet im südöstlichen Teil, dem Distrikt 150  Rabus.

## Geographie
Die Grenzen des statistischen Bezirks 15 bilden im Norden die Landgrabenstraße, im Osten die Tafelfeld- und Voltastraße, im Süden die Franken- und Ulmenstraße und im Westen Vogelweiher-, Straßburger, Singer- und Heynestraße. Der Bezirk liegt größtenteils in der Gemarkung 3469 Steinbühl, ein kleiner Teil im Süden gehört der Gemarkung 3423 Gibitzenhof.

## Geschichte
1888 bis 1890 baute Schuckert & Co. südlich der Landgrabenstraße neue Fabrikanlagen, die bis heute umgangssprachlich Zählerwerk genannt werden. Ab 1895 wurde südlich vom ersten Werk ein zweites errichtet. Viele Arbeiter dieser Werke bekamen eine der Wohnungen, die südlich der Werke entstanden und Rabus genannt wurden. 1903 gingen die Werke in den Siemens-Schuckertwerken auf und sind bis heute Betriebsgelände der Innomotics GmbH. 1945 wurden bei britischen Luftangriffen auf Nürnberg die Werke und ihre Umgebung weitgehend zerstört. Seit dem Verkauf von Innomotics gehört der Standort Vogelweiherstraße nicht mehr zur Siemens AG, auch wenn Siemens Mobility noch eingemietet ist.